# Rhaphiptera oculata
Rhaphiptera oculata là một loài bọ cánh cứng trong họ Cerambycidae.